# Bent (canción)
«Bent» es una canción de la banda estadounidense de rock alternativo Matchbox Twenty, lanzado a través de Atlantic Records el 7 de abril de 2000 como el primer sencillo de su segundo álbum de estudio Mad Season (2000). Bent" se convirtió en la primera y única canción de la banda en encabezar el Billboard Hot 100 alcanzando el número uno en la lista del 22 de julio de 2000 y permaneciendo una semana en esa posición. La canción también encabezó la lista RPM Top Singles en Canadá durante cinco semanas no consecutivas.

## Antecedentes
Rob Thomas le dijo a la revista Billboard que es "una canción de amor y una canción de rock; tiene un tono de esperanza. Es como si la persona dijera: 'Por muy equivocado que esté, estas son las cosas que se necesitan para estar conmigo". Este fue el primer intento de Thomas de una canción de amor y él cree que es codependiente del siglo 21. Thomas habló en Storytellers que la canción trata sobre dos personas que están "ambos en mal estado", pero están juntos, por lo que no importa.

## Video musical
El video, dirigido por Pedro Romhanyi, parece jugar un poco con el aumento del perfil de Rob Thomas luego del mega éxito de 1999, "Smooth", ya que muestra a otros miembros de la banda maltratándolo. Comienza cuando es atropellado por un automóvil conducido por Adam Gaynor. Mientras yace en el suelo, Kyle Cook aparece y vacía a Thomas de todo el dinero de su billetera. Después de esto, Rob se recupera del golpe del auto y se aleja, cantando el coro. Después del primer coro, se encuentra con Paul Doucette. Rob canta unas pocas líneas más a un Paul claramente poco impresionado, quien básicamente empuja a Rob fuera de su camino. En este punto, Rob se marcha de nuevo, cantando el segundo coro, y el viento parece golpearlo más fuerte que a otras personas. Luego se dirige a un callejón donde el día y la noche se entremezclan. Kyle Cook lo asalta una vez más, momento en el que Brian Yale aparece aparentemente para ayudarlo a despegar. Rob rechaza la mano y se aleja, dejando finalmente el callejón y emergiendo de nuevo a la luz del día, cuando los eventos parecen repetirse desde el comienzo del video.

## Lista de canciones
US CD single
1. "Bent"
2. "Push" (acústico)

UK and Australian CD single
1. "Bent" – 4:16
2. "Don't Let Me Down" (en vivo desde Australia) – 4:11
3. "Busted" (en vivo desde Australia) – 4:33

European CD single
1. "Bent" – 4:19
2. "Don't Let Me Down" (en vivo desde Australia) – 4:16

## Posicionamiento en lista
| Lista (2000)                         | Mejor posición |
| ------------------------------------ | -------------- |
| Australia (ARIA)                     | 19             |
| Canadá (RPM Top Singles)             | 1              |
| Nueva Zelanda (Recorded Music NZ)    | 20             |
| Estados Unidos (Billboard Hot 100)   | 1              |
| Estados Unidos (Adult Top 40)        | 1              |
| Estados Unidos (Alternative Airplay) | 16             |
| Estados Unidos (Mainstream Rock)     | 24             |
| Estados Unidos (Mainstream Top 40)   | 1              |